# Estatge montà

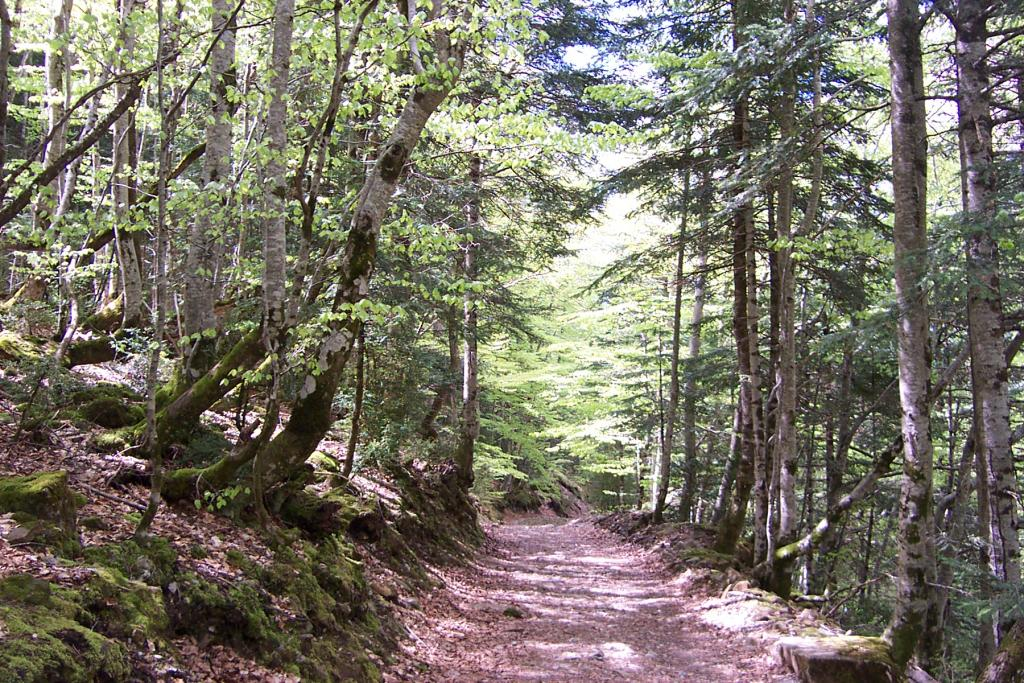
Vegetació característica de l'estatge montà de la Vall d'Ordesa, Osca, Aragó.

L'estatge montà és una zona altitudinal de vegetació de muntanya mitjana a les zones de clima temperat. És un estatge climàtic que va precedit per l'estatge basal o terra baixa i seguit de l'estatge subalpí o muntanya alta.

## L'estatge montà als Països Catalans
Als Països Catalans, el límit inferior oscil·la entre 500 i 1200 m i el superior ateny els 1600 m. El seu clima és força semblant al de l'Europa Central, amb hiverns bastant freds i estius més aviat humits.
Aquest estatge, que correspon a la muntanya mitjana, és compost bàsicament per boscos d'arbres de fulla caduca i per pinedes de pi roig (de fulla persistent).
S'hi distingeixen dues zones diferenciades: una de clima humit i una altra de clima relativament sec.
La zona de clima humit de la muntanya mitjana té una vegetació en alt grau comparable a la de les terres de l'Europa Central de clima d'influència atlàntica. La gran majoria de les espècies són de fulla caduca. L'arbre dominant és el faig, densament ombrívol, que fa que en el seu sotabosc tan sols creixin espècies herbàcies pròpies de biòtops d'ombra (com ara la fageda herbàcia de la Vall d'Aran), o bé que el sotabosc, en altres biòtops, resti fortament empobrit per la manca d'espècies adaptades a viure en condicions de poca llum (fageda pobra, generalment present només en vessants nord de la resta de l'àrea de distribució). Al final de la tardor, el faig comença a perdre la fulla i queda completament desfullat a l'hivern. Hi ha fagedes entre 1000 i 1600 m als Pirineus, a les Guilleries, al Collsacabra, al Montseny, a Olot, a Sauva Negra, als Ports de Beseit, etc.
En aquesta zona humida cal esmentar també l'existència d'algunes rouredes humides que ocupen una extensió bastant reduïda (Vall d'Aran, Olot, etc.).
En indrets on viu l'avet en contacte amb la muntanya mitjana, hom hi troba l'avetosa amb faig. Així s'esdevé, per exemple, al Montseny.
En la zona de clima relativament sec, d'influència continental, entre 1300 i 1600 m, hi trobem pinedes de pi roig, i a les fondalades humides hi ha avellaners, freixes, etc. (de fulla caduca). En una gran extensió d'aquesta zona seca, el roure martinenc (de fulla caduca) és abundant, i gairebé sempre va acompanyat del boix. En els llocs en què ha estat destruïda la roureda primitiva de roure martinenc, sovint s'hi fa una pineda de pi roig, com a comunitat substitutiva.
També existeixen altres menes de rouredes dintre de la muntanya mitjana com, per exemple, la roureda de roure reboll de les muntanyes de Prades que ocupa una petita àrea.
En tot l'estatge montà, a les espones dels cursos d'aigua o en sectors relativament propers, s'observa la presència d'una vegetació de ribera, constituïda per verns, àlbers, pollancres, salzes, oms, freixes, etc., arbres tots ells de fullatge caduc que requereixen un sòl amb aigua freàtica poc profunda.